# Fuchsmühle (Treuchtlingen)

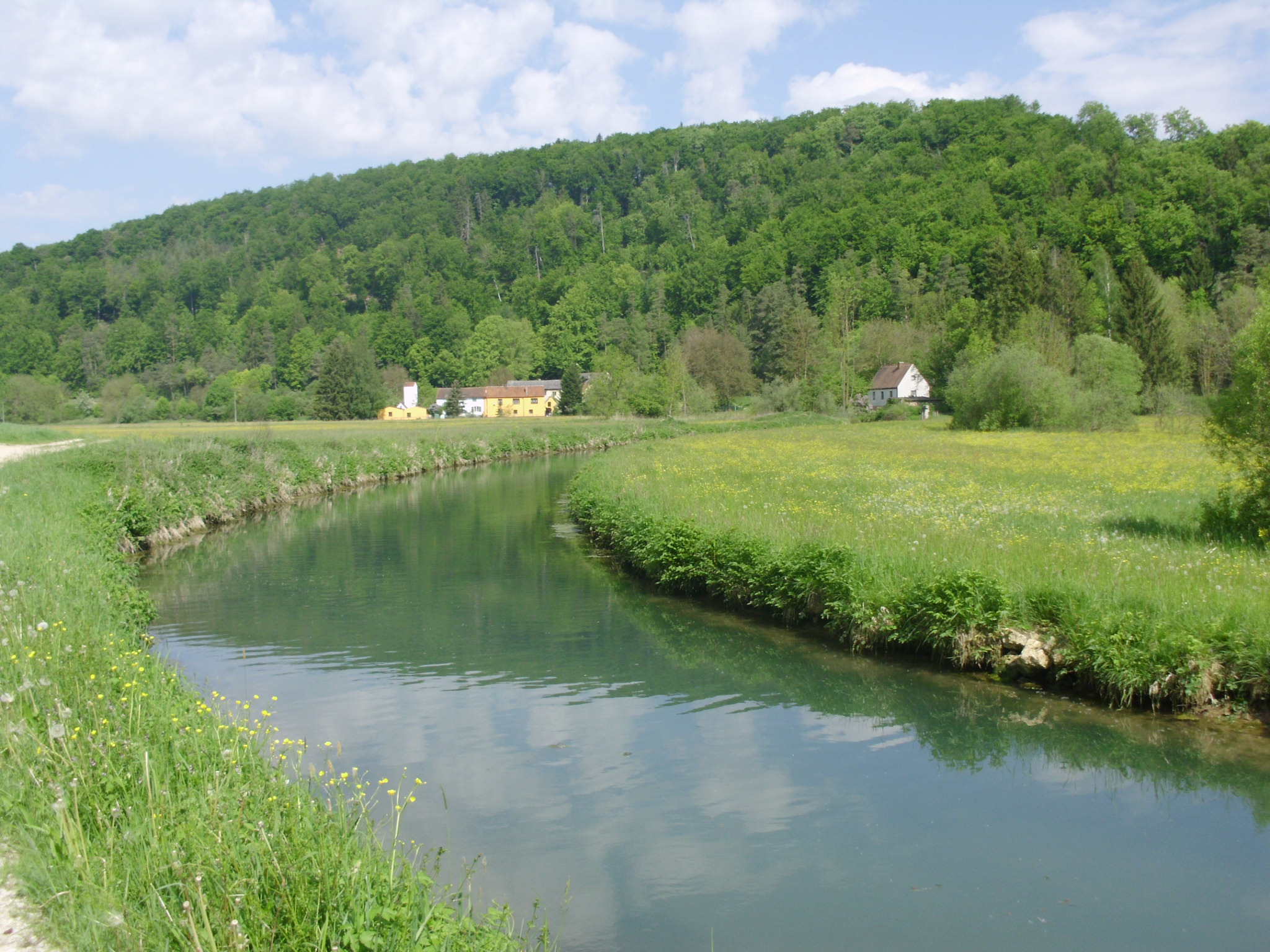
Die Fuchsmühle am Möhrenbach

Fuchsmühle ist ein Gemeindeteil der Stadt Treuchtlingen im Landkreis Weißenburg-Gunzenhausen (Mittelfranken, Bayern). Fuchsmühle liegt in der Gemarkung Möhren.

## Lage
Der Weiler liegt südwestlich von Treuchtlingen am nördlichen Rand des Möhrenbach-Tals auf circa 430 m ü. NHN an der Staatsstraße 2217. Westlich der Mühle führt die Bahnstrecke Donauwörth–Treuchtlingen vorbei.

## Geschichte
Die Mühle „eines Mannes namens Fuchs“ kommt auch in einer älteren Schreibweise als „Fuxmüll“ vor. Weitere historische Namen für die Mühle sind Schermühle und Möhrmühle. 1522 ging das nahe Möhren an die Adelsherren Fuchs von Bimbach über, die die Mühle am „Marbrunnen“, einem ergiebigen, dem Möhrenbach zufließenden Quellbach, erbauten. 1600 erscheint sie als „Fuchsmüll“ in einem Atlas des pfalz-neuburgischen Landgerichts Graisbach-Monheim. 1744 wird sie in einer ansbachischen Amtsbeschreibung als „Möhringer Fuchß-Mühl“ bezeichnet. Am Ende des Heiligen Römischen Reiches bestand die Mühle aus einem Anwesen, das dem brandenburgisch-markgräflichen (seit 1791/92 preußischen) Fraischamt bzw. hinsichtlich Vogtei und Steuer dem markgräflichen Verwalteramt Treuchtlingen unterstand und zur Pfarrei Möhren gehörte.
1806 kam die Mühle mit Möhren zum Königreich Bayern, wo sie 1808 bei der Bildung der Steuerdistrikte dem Steuerdistrikt (ab 1818 Ruralgemeinde) Möhren im Landgericht/Rentamt Graisbach-Monheim zugeordnet wurde, das 1862 im Bezirksamt (ab 1935 Landkreis) Donauwörth aufging. In Verzeichnissen von 1810 und 1841 hat die Mühle die Hausnummer 24. 1815 bildete Carl Anton Graf von Fugger-Nordendorf auf dem Rittermannlehen zu Möhren ein Ortsgericht als Patrimonialgericht II. Klasse, dem auch die Einöde Fuchsmühle mit ihrer einzigen Familie unterstand; diese Gerichtsbarkeit wurde 1848 durch Bayern aufgehoben. 1841 war die Mühle ein „Mühlgut mit realer Mühlgerechtigkeit, zwey Mahlgängen und einer Säge.“
Die Fuchsmühle blieb bis zur Gebietsreform in Bayern ein Gemeindeteil der Gemeinde Möhren, mit der sie zum 1. Juli 1972 einer von 54 amtlich benannten Gemeindeteilen von Treuchtlingen im Landkreis Weißenburg i.Bay. wurde.  Sie schied damit aus dem Regierungsbezirk Schwaben aus und kam in den Regierungsbezirk Mittelfranken.
1928 wurde die Juraquelle der Mühle gefasst und an das Treuchtlinger Wasserleitungsnetz angeschlossen. Der Mahlbetrieb wurde nach 1945 aufgegeben. Da zur Mühle keine nennenswerten landwirtschaftlichen Flächen gehören, haben die fünf Anwesen (Stand: ca. 1984) nur Wohnfunktion.

### Einwohnerzahlen
- 1912: 06 Einwohner[14]
- 1961: 32 Einwohner, 6 Wohngebäude[15]
- 1987: 17 Einwohner[1]